# Phyllomimus tonkinae
Phyllomimus tonkinae är en insektsart som beskrevs av Morgan Hebard 1922. Phyllomimus tonkinae ingår i släktet Phyllomimus och familjen vårtbitare. Inga underarter finns listade i Catalogue of Life.